# Atak w szkole w Murrysville
Atak w szkole w Murrysville – atak, do którego doszło 9 kwietnia 2014 roku w liceum Franklin Regional High School w Murrysville w Pensylwanii w Stanach Zjednoczonych. Sprawcą ataku był 16-letni uczeń tej szkoły Alexander Brando Hribal. W wyniku zamachu ranne zostały 24 osoby, wszystkie przeżyły.

## Przebieg
Sprawca wszedł do szkoły na krótko przed rozpoczęciem lekcji o 7:13 rano. Chwilę później zaczął atakować uczniów i pracowników szkoły nożami kuchennymi. Ranił ponad dwadzieścia osób, zanim został obezwładniony; podczas ataku sam odniósł rany cięte i trafił do szpitala, a po wyjściu z niego został aresztowany.

## Sprawca
Sprawcą zamachu był 16-letni Alexander Brando Hribal, który był uczniem tej szkoły. Według innych uczniów był nieśmiały i sprawiał wrażenie osoby będącej w depresji, niektórzy opisywali go jako mającego typ osobowości schizoidalnej. Motywy ataku nie są znane; sprawca najprawdopodobniej wybrał datę 9 kwietnia na czas ataku, gdyż tego dnia mijała 33. rocznica urodzin Erica Harrisa, jednego ze sprawców masakry w Columbine High School.